# アウトバック・チャンピオンズ・シリーズ
アウトバック・チャンピオンズ・シリーズ（Outback Champions Series）は、ニューヨーク市に拠点を置くInsideOut Sports & Entertainment社によって2006年から世界各地を転戦して行われている男子シニアテニスツアーである。過去にATPシングルスランク5位以内、或いはグランドスラムシングルス部門決勝進出経験者、デビスカップ優勝チームに所属したシングル選手の内、その年30歳以上になる現役引退選手に出場の権利が与えられる。大会の歴史はまだ浅いものの、ジョン・マッケンロー、ステファン・エドバーグ、ピート・サンプラスなど、往年の名選手が数多く出場しているトーナメントである。またこの大会とは別にATPの管轄で開催されているシニアツアー大会ブラックロック・ツアー・オブ・チャンピオンシップスとは違い、ダブルス部門は無い。

## 大会方式
トーナメント方式としてはテニス・マスターズ・カップのそれに近いものであり、各大会出場者7名プラス各大会ごとに主催者推薦で出場する1名の計8名が4名ずつ二組に分かれて総当たり戦を行い、各組上位成績者2名が決勝トーナメントへ進む。マスターズ・カップと違う所は準決勝で敗退した場合に敗者同士で3位決定戦が行われる所である。以上のトーナメント方式で同様の大会を世界各地で数大会行い（上記にあるようにまだ始まって間もないツアーの為、年間の開催数が定まっていない）、上位成績者がアラブ首長国連邦・ドバイで行われるツアー最終戦へと駒を進める。

## 年間ランキング

### 2007
- 1 トッド・マーティン
- 2 ジム・クーリエ
- 3 ピート・サンプラス
- 4 ウェイン・フェレイラ
- 5 ジョン・マッケンロー

### 2006
- 1 ジム・クーリエ
- 2 ジョン・マッケンロー
- 3 トッド・マーティン
- 4 ウェイン・フェレイラ
- 5 マグナス・ラーソン